# جيمي دوكينز
جيمي دوكينز (بالإنجليزية: Jimmy Dawkins)‏ هو عازف قيثارة ومغني أمريكي، ولد في 24 أكتوبر 1936 في تشولا في الولايات المتحدة، وتوفي في 10 أبريل 2013 في شيكاغو في الولايات المتحدة.

## وصلات خارجية
- جيمي دوكينز على موقع IMDb (الإنجليزية)
- جيمي دوكينز على موقع ميوزك برينز (الإنجليزية)
- جيمي دوكينز على موقع أول ميوزيك (الإنجليزية)
- جيمي دوكينز على موقع ديسكوغز (الإنجليزية)